# Ныммевески
Ны́ммеве́ски (эст. Nõmmeveski) — деревня в волости Куусалу уезда Харьюмаа на севере Эстонии. 

## География и описание
Расположена в 51 километре к востоку от Таллина. Расстояние до волостного центра — посёлка Куусалу — 22 километра. Высота над уровнем моря — 46 метров.
Возле деревни, в национальном парке Лахемаа, на реке Валгейыги находится водопад Ныммевески. Водопад расположен на Лообуской формации Кундаского яруса. 
Климат умеренный. Официальный язык эстонский. Почтовый индекс — 74815.

## Население
По данным переписи населения 2011 года в деревне насчитывалось 13 жителей.
По данным переписи населения 2021 года, в деревне проживали 10 человек, все — эстонцы.

## История
Местечко известно с XVII века, когда оно называлось Ванавески (quarn Wanna Weskil) и относилось к деревне Ванакюла. В 1712 году упоминается в числе разбросанных хуторов деревни Кынну, которые по предположению Э. Тарвеля отождествляются с современной Ныммевески. В 1796 году на этом месте упоминаются две водяные мельницы. С 2000 года Ныммевески — официальная деревня, до этого была частью деревни Йоавески.